# Kina (region)
Denna artikel behandlar den kulturgeografiska regionen Kina. För övriga betydelser, se Kina (olika betydelser).

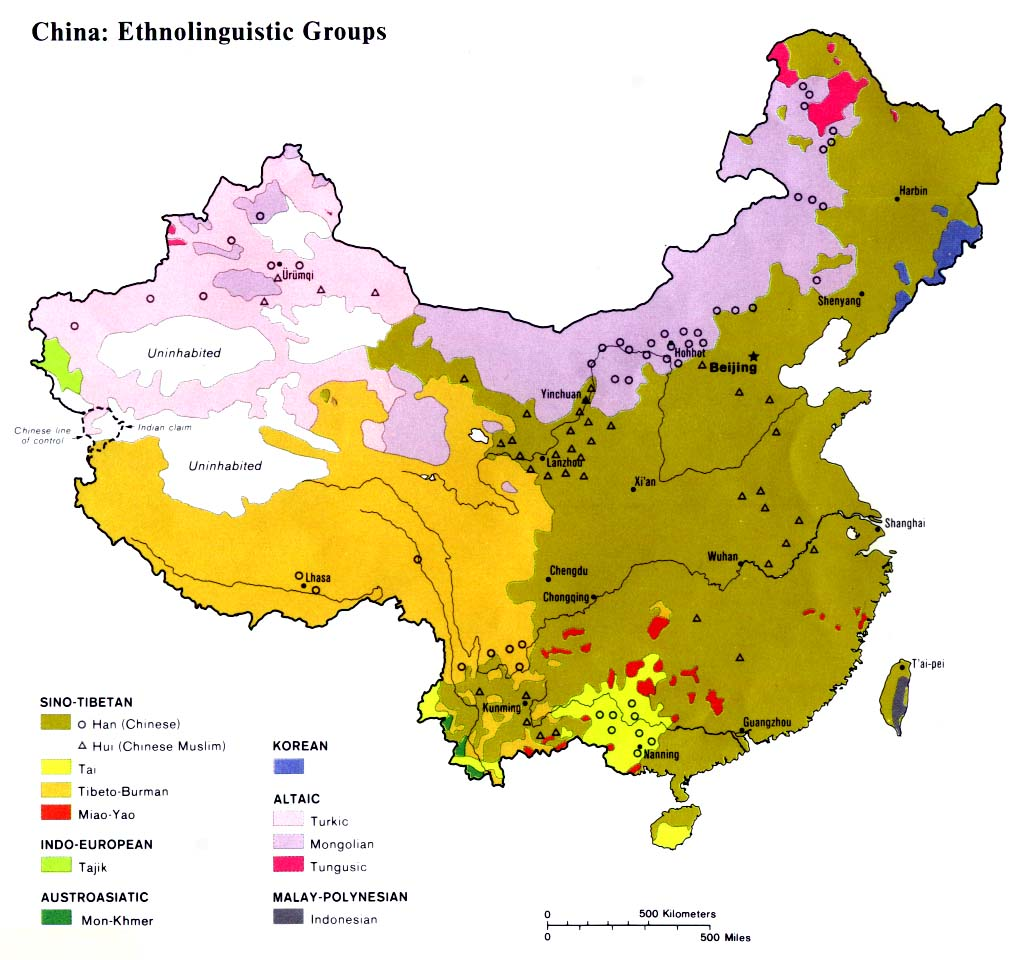
Karta över språk och folkgrupper i Kina inklusive Taiwan.

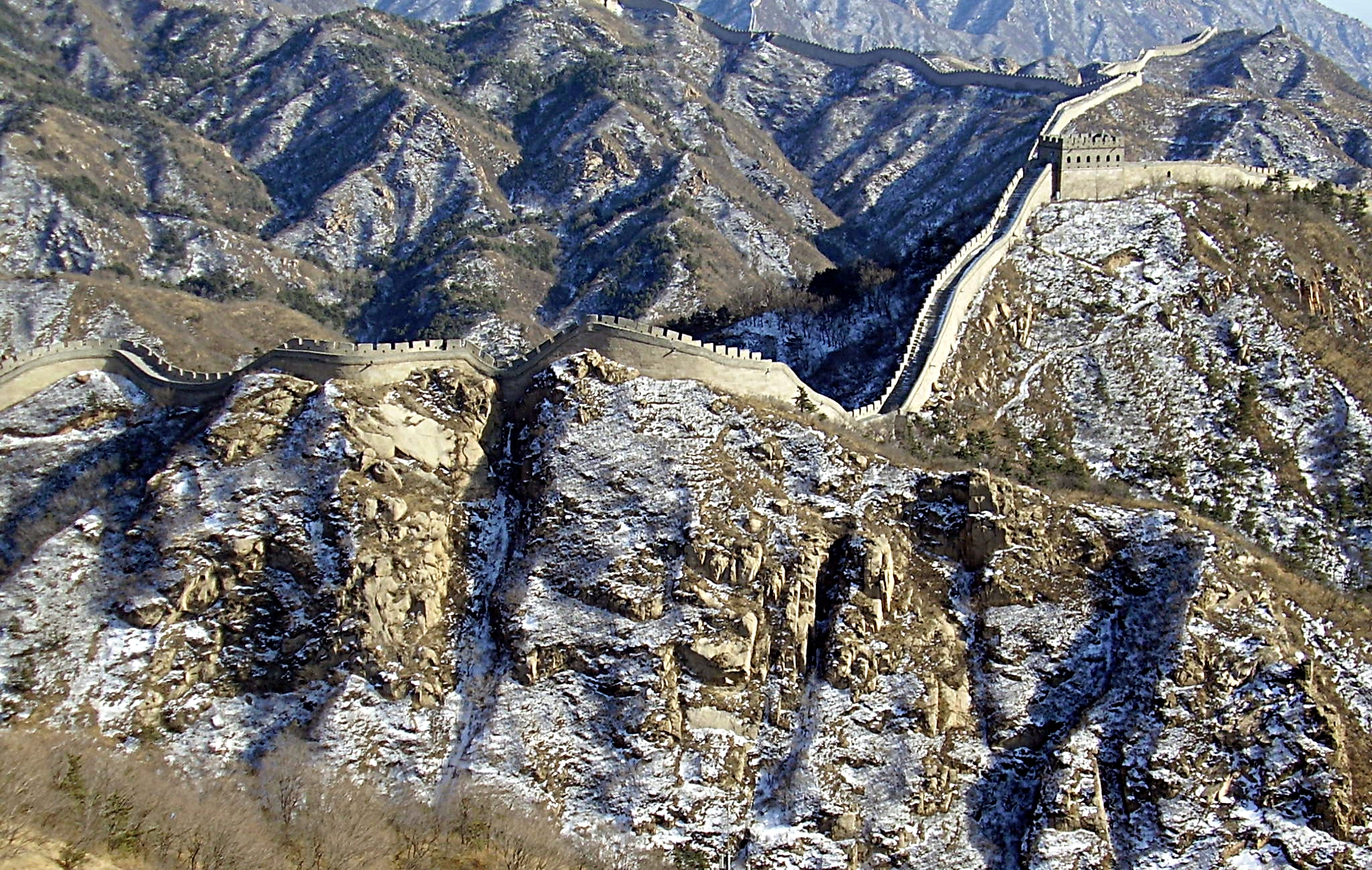
Kinesiska muren, som är över 6 700 km lång, började byggas på 200-talet f.Kr. som ett skydd mot intrång från beridna nomadfolk från norr.

Kina (traditionell kinesiska: 中國; förenklad kinesiska: 中国; pinyin: Zhōngguó; Wade-Giles: Chung-kuo; lyssna (fil)) är en kulturgeografisk region på ostasiatiska fastlandet och några öar i Stilla havet, där huvuddelen av befolkningen sedan århundraden tillbaka har kinesiska som modersmål och tillhör den kinesiska kulturen.
Området Kina har sedan oktober 1949 varit splittrat mellan å ena sidan Folkrepubliken Kina, vars regering har sitt säte i Peking och vars territorium omfattar det kinesiska fastlandet och några öar i Sydkinesiska sjön, den forna brittiska kolonin Hongkong sedan 1997 och den forna portugisiska kolonin Macao sedan 1999, och å andra sidan Republiken Kina på Taiwan som har sitt regeringssäte i staden Taipei på ön Taiwan. Republiken Kina på Taiwan, som till vardags kallas Taiwan, erkänns idag av 23 länder i världen, och har diplomatisk förbindelse med 14 länder. Se vidare Taiwans politiska status.
Kina är världens äldsta obrutna civilisation och har en historia som kännetecknas av upprepade delningar, återföreningar och långa perioder av både fred och krig. Den politiska makten var mestadels koncentrerad hos kejsaren, men under långa perioder var landet decentraliserat och uppstyckat mellan konkurrerande stormän, krigsherrar, medlemmar av kejsarfamiljen och inflytelserika eunucker.
Kinas geografiska besittningar har varierat i storlek under dess historia, och särskilt från 600-talet till 1300-talet kan Kina gott betraktas som världens mest avancerade civilisation. Under 1800- och 1900-talen försvagades landet av inre maktkamp, efterblivenhet i teknisk utveckling och en aggressiv kolonial politik förd av först europeiska stater, och senare även Japan. Efter ett brutalt inbördeskrig gick kommunisterna segrande ur maktkampen och upprättade Folkrepubliken Kina på fastlandet, samtidigt som det besegrade nationalistpartiet Kuomintang flydde till Taiwan där det upprättade en skuggregering med ett officiellt anspråk på hela Kina.
Den kinesiska befolkningen, som till allra största del består av den breda etniska folkgruppen hankineser, uppgår till nästan 1,4 miljarder (2019) och utgör därför närmare en femtedel av världens befolkning. Det kinesiska språket är uppdelat i en rad olika dialekter som enas av ett gemensamt skriftspråk. Många av dessa varianter talas av kinesiska emigranter i stora delar av Europa och Nordamerika.

## Natur

### Vattendrag
Kina genomkorsas av många floder, därav några av världens längsta och mest svårtämjda. Naturen är bördig längs kusten och de flesta floder mynnar ut i Stilla havet efter att ha runnit genom det trappstegsliknande landskapet ända från de västra delarna och högplatåerna i Tibet.

## Terminologi

### "Zhōngguó"
Kineserna själva kallar sitt land Zhōngguó, som på svenska vanligtvis översätts till ”Mittens rike”. Termen har inte använts konsekvent genom Kinas historia, och har tydliga kulturella och politiska anspelningar. Under Vår- och höstperioden användes det för att namnge de kulturellt högtstående staterna längs Gula floden, men exkluderande stater som Chu och Qin. Senare kom det att innefatta även områden längre söderut, som de som ligger kring floderna Yangtze och Zhujiang. Under Tangdynastin innefattade begreppet även "barbariska" statsbildningar som Xianbei och Xiongnu.
Under Handynastin och tidigare hade Zhōngguó åtminstone tre olika betydelser:
1. Området kring huvudstaden och de kejserliga besittningarna.
2. Områden som lydde direkt under centralmakten.
3. Det som idag kallas Manchuriska slätten. I krönikan Sanguo Zhi återfinns följande monolog: "Om vi kan föra hären av Wu och Yue för att motsätta oss Zhongguo, borde vi bryta våra relationer till dem snart." Här är termen synonym med Xia (夏) och Hua (華)."

Under Handynastins sönderfall förvandlades begreppet Zhōngguó genom en plötslig tillströmning av nomadiska folkslag bortom de norra gränsområdena och förlusten av området kring Gula floden, vaggan för den kinesiska civilisationen. Till exempel kallade xianbeifolket sitt rike (Norra wei) Zhōngguó, för att sätta det i kontrast mot de södra dynastierna, som de kallade 夷 (yi, "barbarer"). De södra dynastierna, själva bortdrivna från de norra provinserna, kallade Norra wei för 虏 (lu, ”brottslingar” eller ”fångar”). På detta sätt fick Zhōngguó legitimera politisk makt. Det var på detta sätt från 900-talet och framåt som de konkurrerande dynastierna Liao, Jin och Song använde uttrycket. Zhōngguó blev förknippat mer med geografisk, kulturell och politisk identitet än med etniskt ursprung.
Kina och Taiwan har senare använt begreppet för att hänvisa till samtliga områden under deras politiska kontroll. Det är därför officiellt fastställt att samtliga av Kinas regering officiellt fastställda etniska minoriteter är 中國人, Zhōngguórén, vilket bör tolkas helt enkelt som ”kines”.

### "Kina"
Den svenska benämningen Kina och prefixet sino- kommer med största säkerhet från namnet på Qindynastin[källa behövs] (uttalas ungefär ”tjin” med ett kraftigt t-förslag, ej att förväxla med Qing). Andra teorier gör gällande att ordet Kina härstammar från det kinesiska ordet för te, 茶 (chá), eller ordet för silke, 丝 (si).
Var ordets sanna ursprung än är, passerade ordet genom många språk och kulturer längs Sidenvägen innan det nådde Europa. Det västerländska Kina antogs i Japan som 支那 och transkriberades till Shina. Ordets innebörd försköts sen till att bli en nedsättande och chauvinistisk term och bär sen dess mycket påtagliga nationalistiska eller rent rasistiska övertoner och anses förnedrande av kineser. I dagens Japan används samma skrivsätt som i Kina självt, 中国, på japanska uttalat chūgoku.
Kina kan inbegripa antingen de mest ursprungliga delarna av Kina, eller mestadels dessa områden inklusive Manchuriet, Inre Mongoliet, Tibet och Xinjiang. Begreppet används vanligtvis som benämning för Folkrepubliken Kina eller det kinesiska fastlandet, medan Taiwan används för att hänvisa till vad som även kallas Republiken Kina. Informellt, specifikt inom den engelskspråkiga och kinesiska affärsvärlden, används 大中華地區 eller "the Greater China region" synonymt med Kina.
Sinologer använder vanligtvis ”kinesiskt” mer i stil med det Zhongguo avser och för hankineser, som utgör den stora majoriteten av befolkningen på fastlands-Kina.

## Historia
Kina var en av de platser där mänsklig civilisation först uppstod. Mycket tidigt blev det ett mycket stort, centraliserat rike med en avancerad kultur som snabbt gick om sin samtid i fråga om konst och vetenskap. Redan på 1000-talet f.Kr. bestod Kina av många små kungariken. Samtliga av dessa enades under en kejsare 221 f. Kr., av Qin-riket, något som inledde Qindynastin. Under seklernas gång genomgick Kina flera perioder av båda stark enhet och splittring.
På 1700-talet erhöll Kina ett tekniskt försprång gentemot folken i Centralasien men tappade gentemot Europa. Detta bildade mönster för utvecklingen under 1800-talet då Kina försökte värja sig mot europeisk imperialism och samtidigt öka sitt inflytande i Centralasien.
Det var dock inte enbart tryck från de europeiska kolonialmakterna som fick det kinesiska riket att slutligen kollapsa, utan snarare en serie av inre stridigheter i form av regionala uppror. Bland de mest kända är Taiping-upproret, som utvecklades till ett inbördeskrig som pågick från 1851 till 1862. Upproret startades av en fanatisk kristen man som såg sig själv som Guds son, och Jesu yngre bror. Även om de kejserliga styrkorna till slut gick segrande ur konflikten var det det blodigaste inbördeskriget i världshistorien med cirka 20 miljoner döda som resultat (fler än vad som dog i första världskriget). Innan dess hade en rad uppror ledda av muslimer, i synnerhet i Centralasien, genomförts. Ett andra större uppror skedde efter detta som fick namnet boxarupproret som vände sig främst mot västerländskt inflytande och kolonialism. Även om kejsarinnan Ci Xi i hemlighet stödde detta uppror, hjälpte hon utländska styrkor att slå ner det.
År 1912, efter en lång period av sönderfall, avsattes den kinesiske kejsaren och Republiken Kina utropades. De följande tre decennierna var en period av internt kaos, då Kina var splittrat i mindre områden kontrollerade av krigsherrar som slogs inbördes över makt och territorium. På detta följde det andra kinesisk-japanska kriget (1937–1945) och det kinesiska inbördeskriget. Det var inte förrän 1949, då kommunisterna hade gått segrande ur inbördeskriget och nationalisterna hade drivits på landsflykt till Taiwan då situationen åter blev stabil. Nationalistregeringen på Taiwan gjorde dock fortfarande anspråk på hela Kina och stöddes av de västerländska stormakterna med USA i spetsen att motarbeta den kommunistiska folkrepubliken. Det var inte förrän på 1970-talet som folkrepubliken fick diplomatiskt erkännande från Västblocket och övertog Nationalistregeringens plats i Förenta Nationerna. 1979 erkändes folkrepubliken av USA.

## Politik
Före enandet som ledde till etableringen av Qindynastin hade Kina ingen centralmakt. Landet var uppdelat på en mängd mindre kungadömen styrda av ämbeten som närmast kan betraktas som feodala; var och en småstaterna styrdes av en kung (王), hertig (公), markis (侯) eller greve (伯). Även om det fanns en central kungamakt som hade formell makt som kunde utnyttjas av en stark regent, styrdes varje stat som en självständig politisk enhet.
Allt detta upphörde i och med att Qindynastin upprättade kejsardömet. Efter Qin hade Kina ytterligare tretton dynastier som alla fortsatte att spela på de uppdelningar efter de olika feodala system som fanns, men hävdade alltid kejsarens absoluta makt i slutänden. Kejsaren hade även rådgivare, civila som militära, och ofta kunde makten falla i händerna på skickliga ämbetsmän, eunucker vid hovet eller släktingar.
Politiska allianser med vasallstater upprätthölls med giftermål, militärt stöd och gåvor.
Kina bytte många gånger huvudstad, men för det mesta låg dessa i öster. De fyra vanligaste var Nanking, Peking, Chang’an (dagens Xi'an) och Luoyang. Kinesiska var det officiella och administrativa språket, även om både manchuiska och mongoliska fick officiell status när Kina erövrades utifrån.
Den 1 januari 1912 utropades Republiken Kina, något som satte punkt för det manchuerstyrda Qingriket, och det politiska partiet Kuomintang (KMT) tillsatte Sun Yat-sen som provisorisk president. En före detta kejserlig general, Yuan Shikai, manövrerade ut Sun och tog makten själv. Inom kort försökte Yuan att utropa sig till ny kejsare, men avsattes snabbt.
Efter Yuans misslyckande hade Kina med en internationellt erkänd, men maktlös regering, och fragmenterades allt snabbare. Regionala krigsherrar grep makten lokalt och mutade in egna territorier över hela landet.
I slutet av 1920-talet lyckades Koumintang, under ledning av Chiang Kai-Shek, ta kontroll och ena landet och flyttade huvudstaden till Nanking. En vision om "politiskt förmyndarskap" som skulle leda till regelrätt demokrati, som hade formulerats av Sun före hans död 1925, sattes i verket. I praktiken innebar detta ett enpartisystem där Kuomintang var enda tillåtna parti. Först 1947 infördes konstitutionellt styre, men på grund av det pågående inbördeskriget mellan Kuomintang och det kinesiska kommunistpartiet genomfördes aldrig den demokratiska processen fullt ut på fastlandet.
År 1950 hade kommunisterna besegrat Koumintang, som flydde till ön Taiwan, där ett exilstyre upprättades. På grund av konflikten med kommunisterna på fastlandet infördes inte de demokratiska styret heller på Taiwan förrän 1990-talet. Idag är Taiwan fullt demokratiskt med ett fullt etablerat flerpartisystem och väl fungerande demokrati. Men till skillnad från de flesta länder där skiljelinjerna mellan partier och block går mellan vänster och höger, är den helt avgörande frågan enande med Kina kontra fortsatt självständighet.
På fastlandet utropades 1 oktober 1949 Folkrepubliken Kina som sedan dess har omfattat hela det kinesiska fastlandet. Från dess instiftelse till idag har Kina varit en enpartistat med kommunistpartiet som statsbärande parti. Även om mer liberala och demokratiska reformer genomförts sen dess, så behåller fortfarande partiet hård kontroll över många områden av samhällsliv och ekonomi.

## Religion

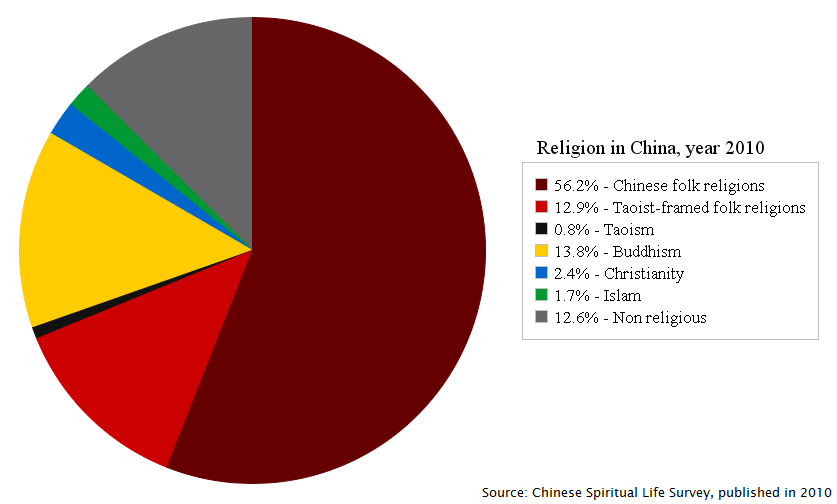
Religion i Kina år 2010 enligt Chinese Spiritual Life Survey.

Kinesisk religion kan vara en samlingsterm för alla de religioner som utövats eller utövas i den kulturgeografiska regionen Kina. Så definierat är också kristendom, islam och judendom kinesiska religioner, sida vid sida med schamanism, förfädersdyrkan, konfucianism, daoism och olika former av buddhism. Ofta väljer man dock att inte definiera de första tre som kinesiska religioner, med motivet att de inte har uppstått eller innehållsmässigt utvecklats märkbart i Kina.

### Konfucianism
Konfucianismen går tillbaka på Kung Fu-tzu, eller Konfucius som han kallas i väst, som levde mellan åren 551-479 f.Kr. Han förespråkade en återgång till idéer och normer som enligt honom existerat i en svunnen forntida epok. Med utgångspunkt i detta ideala förflutna betonade Konfucius familjens betydelse, respekten för föräldrar och förfäder och en strikt hierarkisk världsordning. Överst i denna hierarki befinner sig kejsaren, som menades besitta ett mandat direkt från himmelen. Detta himmelens mandat (tien-ming) innebar att så länge kejsaren styrde rättvist var han sanktionerad, men om han inte gjorde detta förlorade han sitt mandat och kunde avsättas.

### Daoism
Daoismen (taoismen) räknar sin tradition tillbaka på två historiska eller mytiska personer som tros ha levat på 500-talet f.Kr., Lao Zi och hans efterföljare Zhuang Zi. Lao Zi anses som författare till "Boken om vägen" (Daodejing) där vägen uttrycks som en återgång till ett ursprungligt stadium. Men till skillnad från konfucianismen är det inte ett tillstånd skapat av människor utan ett naturtillstånd som eftersträvas. Efter de sex dynastierna (220-589) växte sig daoismen starkare och utvecklade efter buddhistiskt mönster en klostertradition.

### Buddhism i Kina
Buddhismen kom som en främmande religion till Kina det första århundradet av vår tideräkning. Från Nepal, över Centralasien, kom buddhismen till nordvästra Kina genom handelsmän och munkar som färdades längs Sidenvägens leder. I Kina mötte buddhismen en mycket gammal kultur, styrd av en högt utbildad elit. Detta möte med en gammal inhemsk kinesisk tradition har haft en viktig betydelse för buddhismens utveckling och utformning i Kina, men också för buddhismens vidare utveckling i Korea och Japan.
Fram till 300-talet spelade buddhismen en marginell roll i Kina och de buddhister som bodde i klostren var främst av centralasiatisk härkomst. Vid Kinas splittring efter Han-rikets fall växte sig buddhismen stark. Speciellt i norra Kina fick buddhismen en blomstringstid och det växte fram ett antal stora och mäktiga kloster som stod i nära förbund med olika härskare. I södra Kina, som under denna tid styrdes av en mängd olika mer eller mindre långvariga härskare, spreds buddhismen framför allt på landsbygden i form av mindre och fattiga kloster. 
En förutsättning för buddhismens spridning i Kina var vissa daoistiska idéer. I tidiga kinesiska översättningar av buddhistiska texter kan man se hur daoistiska uttryck användes för att göra den buddhistiska läran lättare att förstå för kineserna, till exempel användes det daoistiska begreppet wu-wei för att representera nirvana. 
Fyra specifika buddhistiska rörelser utvecklades i Kina: Tien-tai, Hua-yen, det Rena Landets skola och Chan, som kom att integrera kinesiskt traditionellt tänkande med den indiska buddhismen. Det Rena Landets skola, med sin vördnad för Buddhan Amitabha, är den rörelse som har nått starkast popularitet bland stora befolkningsgrupper. Chan däremot, som i Japan benämns Zen, har främst rönt popularitet bland de intellektuella kretsarna.
Under Sui- och Tang-dynastierna fick buddhismen en stor blomstring som varade till kejsar Wu-tsung på 840-talet beordrade att alla buddhistiska kloster skulle förstöra och klostrens mark överföras i statens ägo. Efter Tang-dynastins fall växte sig buddhismen aldrig lika stark som tidigare. Den har dock överlevt fram till våra dagar fast buddhister under vissa tider har blivit förföljda. Under kulturrevolutionen tvingades många munkar lämna klostren och många kloster och dess buddhaskulpturer blev förstörda.

## Territorium
Under Zhoudynastin bestod Kina endast av området kring Gula floden. Sedan dess har dess territorium utökats i alla riktningar, och var som allra störst under Tang-, Yuan- och Qingdynastin. Qingdynastin hade besittningar i vad som idag är östra Ryssland och Centralasien (väster om Xinjiang).
Den kinesiska murens värde som en gränsmarkör för egentliga Kina reducerades under Qingriket. Efter att kungadömet Tungning 1683 givit upp Taiwan, blev ön en del av Qing, till en början som en prefekturer, senare två. Taiwan överlämnades till Japan efter det första kinesisk-japanska kriget 1895, men återgick i Kinas ägo 1945 efter det andra kinesisk-japanska kriget genom San Francisco-avtalet. Sedan dess har Taiwan varit del av en tvist mellan de båda kinesiska nationalstaterna och diverse förespråkare för taiwanesisk självständighet.
Politiska administrativa indelningar inom Kina har förändrats med tiden. Högre nivåer av indelningar inkluderade kretsar och provinser. Underställda dessa har det funnits prefekturer, underprefekturer, departement, kommendörskap, distrikt och län. Senare utvecklingar har inkluderat bland annat prefekturstäder och länsstäder, städer och stadsdelar.
Kina har historiskt setts som indelat i fem regioner: det egentliga Kina, Inre Mongoliet, Manchuriet, Xinjiang och Tibet. Dessa regioner motsvarade tidigare rätt väl etniska och administrativa skiljelinjer, men inte i dagens läge, och få kineser skulle känna sig tillfreds med dessa indelningar. Istället är uppfattas indelningarna följa provinsernas gränser.
Ett annat sätt att dela in Kina föreslogs av den amerikanske antropologen G. William Skinner, som delade in landet i olika makroregioner på grundval av hur dessa utgjorde självtillräckliga marknader.
De fem generella regionerna utgörs av gränser som i stort sett är mycket vaga. Det egentliga Kina har Kinesiska muren och Tibetanska platån som gränser. Manchuriet och Inre Mongoliet befinner sig norr om muren och gränserna mellan dessa kan sägas vara den som idag går mellan Inre Mongoliet och de nordöstra provinserna. Alternativt den historiska gränsen för den japanska marionettstaten Manchukuo. Xinjiangs gränser motsvarar till det moderna Xinjiang och det historiska Tibet täcker hela den Tibetanska högplatån. Kina är också traditionellt uppdelat i Nordkina (北方) och Sydkina (南方), där gränsen mellan dessa utgörs av Huai-floden (淮河) och Qinling-bergen (秦岭).

## Demografi
Långt över hundra olika folkgrupper har bebott Kina genom historien. I fråga om antal individer har den klart dominerande gruppen varit hankineser. Många folkgrupper har också assimilerats av andra grupper och försvunnit utan lämna några spår av den forna kulturen. Folkgrupper har ofta blivit ett med hankineserna, och gjort att deras antal ökat dramatiskt. Den hankinesiska folkgruppen är dock inte alltför homogen i fråga om både traditioner och språk. De flesta hankineser talar varianter av kinesiska som är lika skilda från varandra som de germanska eller romanska språken.
Kina erkänner endast 55 ofta väldigt generellt definierade folkgrupper.
Kinas totala befolkning är över 1,3 miljarden vilket utgör världens största. I Kina bor närmare en femtedel av jordens totala befolkning.

### Språk
Se Kinesiska.
Den största språkfamiljen i regionen är sinotibetanska språk varav kinesiska är det största. Kinas norra delar anses att vara ursprungsområdet till språkfamiljen.. De austronesiska språk har sitt ursprungshem i ön Taiwan.
Sammanlagt talas det 302 olika språk i Kina.

## Kultur
Kina är även känt för sin traditionella läkekonst, som fortfarande används av läkare över hela Kina och som på senare år fått allt större erkännande och uppmärksamhet i väst.